# Gardiner Ridge
Gardiner Ridge är en bergstopp i Antarktis. Den ligger i Västantarktis. Inget land gör anspråk på området. Toppen på Gardiner Ridge är 1 799 meter över havet.
Terrängen runt Gardiner Ridge är huvudsakligen kuperad, men åt sydost är den bergig. Trakten är obefolkad. Det finns inga samhällen i närheten.